# Perdita rhodogastra
Perdita rhodogastra är en biart som beskrevs av Timberlake 1954. Perdita rhodogastra ingår i släktet Perdita och familjen grävbin. Inga underarter finns listade i Catalogue of Life.